# Duracell
Duracell is een Amerikaans merk van batterijen.

## Geschiedenis
De geschiedenis van Duracell gaat terug tot 1930. Duracell is ontstaan door samenwerking van wetenschapper Samuel Ruben en zakenman Philip Rogers Mallory, die elkaar ontmoetten tijdens de jaren 1920. Het bedrijf PR Mallory produceerde kwikbatterijen voor militair gebruik, destijds een verbetering ten opzichte van de zink-luchtbatterijen. Eind jaren zeventig, toen bezorgdheid voor de effecten van het giftige kwik ontstond, werd kwik al snel een verouderd ingrediënt in alle productieprocessen van Mallory. Het werd vervangen door de alkalische technologie.
Toen Kodak in de jaren vijftig camera's wilde introduceren met een ingebouwde flitser was er behoefte aan een kleinere batterij, daarom werd het kleinere AAA-formaat ontwikkeld.
In 1974 werd de merknaam Duracell voor het eerst gebruikt. De naam is een samentrekking van "duurzame cel" (durable cell).
PR Mallory werd in 1978 overgenomen door Dart Industries, dat op zijn beurt in 1980 met Kraft fuseerde. Kohlberg Kravis Roberts kocht Duracell in 1988 en maakte het bedrijf publiek in 1989. Het werd in 1996 overgenomen door Gillette, sinds 2005 onderdeel van Procter & Gamble. Op 24 oktober 2014 kondigde Procter & Gamble aan dat het Duracell wilde verzelfstandigen of verkopen. Op 13 november 2014 werd bekend dat de investeringsmaatschappij Berkshire Hathaway van miljardair Warren Buffett het bedrijf overnam voor 4,7 miljard Amerikaanse dollar in aandelen Procter & Gamble en contanten.

## Producten
Duracell produceert alkalinebatterijen in veel gangbare maten, zoals AAA, AA, C, D en 9V. Minder gebruikte formaten zoals AAAA (vooral voor semafoons, zaklampen en bloedsuikermeters) en J-batterijen (voor ziekenhuisapparaten) worden ook vervaardigd samen met een reeks van "knoop"-batterijen met behulp van een zink-lucht-reactie, gebruikt in rekenmachines, gehoorapparaten en andere kleine (meestal medische) apparaten. Duracell begon met de verkoop Dane-Elec-producten zoals flashgeheugen in 2008.
Duracell vervaardigt ook speciale batterijen, waaronder oplaadbare NiMH-batterijen en accu's voor camera's, horloges, gehoorapparaten, etc. Hun twee voornaamste batterijmerken zijn "Coppertop", op de markt gebracht als langduriger, en "Ultra", voornamelijk gericht op gebruikers van digitale apparaten en apparaten die meer stroom nodig hebben. Duracell heeft ook een lijn van lithium-batterijen, nu vervaardigd buiten de Verenigde Staten.
Duracell heeft batterijen ontwikkeld, die prismatisch zijn in vorm en niet cilindrisch. Prismatische cellen werden ter beschikking gesteld in zowel alkaline- en lithium-ontwerpen. In 2006 introduceerde Duracell "Power Pix TM"-batterijen met NiOx-technologie, ontworpen om langer mee te gaan voor het aanbod in digitale camera's en andere apparaten met een hoog energieverbruik tot twee keer het aantal foto's doorgaans haalbaar met alkalinebatterijen.
Duracell-batterijen zijn er ook in bulkverpakking voor eindgebruikers onder de merknaam "Procell" (voorheen "Duracell Procell" en "Industrial by Duracell").

## Productenlijst
- USB-sticks
- Alkalinebatterijen
- SD-kaartjes
- Zaklampen

## Duracell Bunny
De bekende mascottes van Duracell zijn de Duracell Bunnies. In 1980 maakten ze hun debuut in een reclamespot van Duracell waar ze aan het trommelen waren. Later hebben ze nog in veel spotjes een grote rol gespeeld. Onder meer:
- Trommelen (1980)
- Skiën (1988)
- Roeiwedstrijd (1992)
- Boksen (1994)
- Hardlopen (2001)
- Voetballen (2002)
- Bergbeklimmen (2006)
- Rennen (2008)
- Disco (2008)
- Ultra (2009)
- Wedstrijd (2010)

## Trivia
- Duracell wordt genoemd in het nummer "Skypager" van de hiphopgroep A Tribe Called Quest.
- Er waren Duracell-batterijen te zien in het computerspel Pikmin 2 voor de Nintendo GameCube.